# L.A. Divine
Albums de Cold War Kids
Hold My Home
(2014)
Singles
1. Love Is Mystical
Sortie : 2 février 2017
2. Can We Hang On?
Sortie : 2 mars 2017
3. Restless
Sortie : 6 avril 2017
4. So Tied Up
Sortie : 8 août 2017

L.A. Divine est le sixième album studio du groupe américain de rock indépendant Cold War Kids publié le 7 avril 2017 par Capitol Records.

## Liste des chansons
Toute la musique est composée par Cold War Kids.
| No  | Titre                           | Durée |
| --- | ------------------------------- | ----- |
| 1.  | Love Is Mystical                | 3:34  |
| 2.  | Can We Hang On?                 | 3:43  |
| 3.  | So Tied Up (avec Bishop Briggs) | 3:09  |
| 4.  | Restless                        | 4:52  |
| 5.  | L.A River                       | 1:.07 |
| 6.  | No Reason to Run                | 3:12  |
| 7.  | Open Up the Heavens             | 3:38  |
| 8.  | Invincible                      | 4:30  |
| 9.  | Wilshire Protest                | 1:22  |
| 10. | Luck Down                       | 2:42  |
| 11. | Ordinary Idols                  | 3:31  |
| 12. | Cameras Always On               | 0:35  |
| 13. | Part of the Night               | 4:00  |
| 14. | Free to Breathe                 | 3:19  |